# Pasquier Grenier
Pasquier Grenier (* um 1425; † 1493 in Tournai) war ein Bildwirker und Kaufmann, der mit Tapisserien handelte, die er nach Vorlagen seines Ateliers in Tournai fertigen  ließ.
Grenier wurde 1449 erstmals urkundlich als Bildwirker (tapissier) erwähnt. Er stieg vom Handwerker schnell zum Hoflieferanten der Herzöge von Burgund und damit zum reinen Unternehmer, der andere Bildwirker nach seinen Vorlagen, Kartons genannt, arbeiten ließ, auf. Die Kartons wiederum wurden von speziellen Kartonmalern als Auftragsarbeit hergestellt. Aufgrund seiner hochkarätigen Kundschaft ist sein Schaffen für einen Künstler und Unternehmer der Zeit des Spätmittelalters außergewöhnlich gut belegt. Die Sicherheit der Werkzuschreibungen an sein Atelier ist daher ungewöhnlich hoch, auch wenn die Teppiche ab 1460 wohl von Dritten nach seinen Vorgaben gewebt wurden.
Für Philipp den Guten fertigte er 1459 Teppiche mit der Geschichte Alexanders des Großen, 1461 unter anderem Teppiche mit der Passionsgeschichte und weitere Aufträge folgten 1462 und 1466. Die Stadt Brügge erwarb von ihm Teppiche mit Motiven der Zerstörung von Troja, um diese Karl dem Kühnen zum Geschenk zu machen.
Seine Söhne Antoine und Jean sind nach seinem Tod als reine Unternehmer mit dem Verkauf von Tapisserien nachgewiesen. Antoine belieferte 1495 und 1508 den Kardinal Georges d’Amboise für Schloss Gaillon. Jean Grenier belieferte Philipp den Schönen. Die Stadt Tournai erwarb von ihm 1513 eine Cité des Dames Teppichfolge für Margarethe von Österreich.
Heute befinden sich Grenier-Teppiche in den ersten Museen, wie dem Metropolitan Museum of Art in New York City oder dem Historischen Museum in Bern.